# 背囊复叶耳蕨
背囊复叶耳蕨（学名：Arachniodes cavalerii）为鳞毛蕨科复叶耳蕨属下的一个种。